# Timhjulet i Budapest

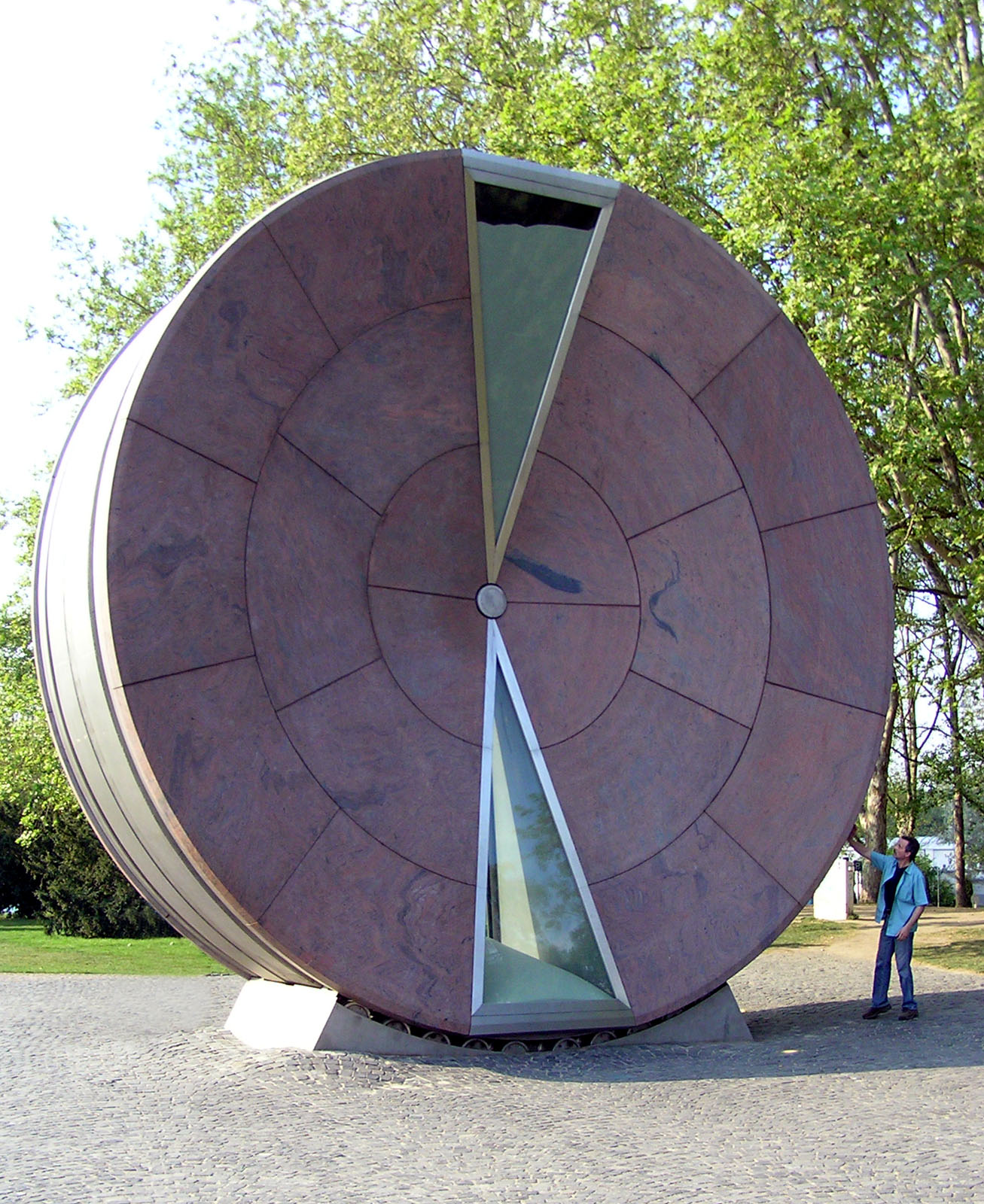
Timhjulet i Budapest.

Timhjulet (ungerska: Időkerék) i Budapest i Ungern är ett stort timglas i närheten av stadsparken. Det är ritat av István Janáky och byggt i röd granit, stål och glas av János Herner som ersättning för en staty av Vladimir Lenin som har flyttats till Memento Park.
Timglaset, som har en diameter på 8 meter och väger 60 ton, invigdes den 1 maj 2004. Det är fyllt med glaskulor och det tar ett år för dem att rinna från den översta till den nedersta behållaren. Hastigheten kontrolleras av ett datorsystem så att den sista glaskulan rinner ut vid midnatt  den 31 december.
På nyårsafton vänds timhjulet upp och ner på sin ställning så att glaskulorna kan rinna tillbaka till den behållare som nu är nederst. Vändningen, som tar omkring 45 minuter, utförs med hjälp av vajrar som betjänas av fyra personer. 
Timhjulet är för närvarande (2021) under renovering och kommer att återuppföras på en ny plats.